# Ernesto Ramos Meza
José Ernesto Ramos Meza (Ameca, Jalisco, 19 de marzo de 1928 - Guadalajara, Jalisco, 18 de diciembre de 1992) fue un médico, historiador, escritor, investigador y académico mexicano.

## Semblanza biográfica
Vivió durante su adolescencia en Talpa de Allende, lugar al que dedicó un libro. Estudió la carrera de medicina y se interesó en la antropología. Como escritor, realizó estudios históricos sobre la medicina en México, desde la época de los mexicas y la fundación del primer hospital en Guadalajara en 1557, hasta los registros médicos de 1952. Escribió un libro biográfico de Gregorio Marañón pionero de la endocrinología. En 1949, junto con Emmanuel Carballo, dirigió el primer número de la revista Ariel. En 1964, obtuvo el Premio Jalisco en Letras.
Fundó la Sociedad de Antropología del Occidente de México. Perteneció a la Sociedad de Endocrinología de Madrid y a la Sociedad Médica Hispano-Mexicana. Fue presidente de la Sociedad de Geografía y Estadística del Estado de Jalisco. En 1974, fue elegido miembro correspondiente de la Academia Mexicana de la Lengua, leyó su discurso el 22 de marzo, al cual dio respuesta Agustín Yáñez. Murió en la ciudad de Guadalajara el 18 de diciembre de 1992.

## Obras publicadas
- Voces de Talpa: historia y leyenda, 1951.
- La medicina en Jalisco. Biocronología, 1954.
- Arqueopatología, 1960.
- Gregorio Marañón: gran médico y humanista, 1961.
- Diccionario de la lengua tarasca o de Michoacán, dirigió la reimpresión en 1962 de este lexicón impreso originalmente en 1559 por Maturino Gilberti.
- Mamutes: hallazgo de un cementerio en Jalisco, 1962.
- La muerte de Pamilo, 1964.
- Lago de Chapala: testimonio y paisaje, 1965.